# 에리크 풀가르
에리크 안토니오 풀가르 파르판(스페인어: Erick Antonio Pulgar Farfán, 1994년 1월 15일 ~ )는 에리크 풀가르(Erick Pulgar)로 불리는 칠레의 축구 선수로 현재 브라질 캄페오나투 브라질레이루 세리이 A의 플라멩구에서 수비형 미드필더 겸 수비수로 뛰고 있다.

## 수상

### 국제
칠레
- 코파 아메리카 (1) : 2016